# Vectocleidus pastorum
Il vectocleido (Vectocleidus pastorum) è un rettile acquatico estinto, appartenente ai plesiosauri. Visse nel Cretaceo inferiore (Barremiano, circa 120 milioni di anni fa) e i suoi resti fossili sono stati ritrovati in Inghilterra.

## Descrizione
Questo animale doveva essere lungo circa tre metri e dotato di un collo piuttosto corto e di un cranio robusto. Come tutti i plesiosauri, possedeva un corpo compatto e quattro arti trasformati in strutture simili a pinne. Rispetto ad altri animali simili, come Leptocleidus e Brancasaurus, possedeva spine neurali dorsali particolarmente corte, e spine successive alternativamente compresse trasversalmente o espanse a destra. Vectocleidus inoltre differiva dall'assai simile Leptocleidus nelle proporzioni più gracili delle clavicole e nella forma del processo anteriore del coracoide. I centri vertebrali cervicali posteriori erano corti e differivano notevolmente da quelli di Brancasaurus.

## Classificazione
Vectocleidus pastorum venne descritto per la prima volta nel 2012, sulla base di uno scheletro incompleto ritrovato nella formazione Vectis dell'Isola di Wight (Inghilterra). I fossili, risalenti alla fine del Barremiano, sono ascrivibili alla famiglia dei leptocleididi, un gruppo di plesiosauri di piccole dimensioni, tipici del Cretaceo e caratterizzati da collo corto e testa robusta. Sembra che Vectocleidus fosse particolarmente simile a Leptocleidus e Brancasaurus, altri due rappresentanti della famiglia caratteristici del Cretaceo inferiore europeo.